# Сельское поселение Климушинское

Объединение сельских поселений в 2015 году

Сельское поселение Климушинское — упразднённое сельское поселение в составе Верховажского района Вологодской области.
Центр — деревня Климушино.
Образовано 1 января 2006 года в соответствии с Федеральным законом № 131 «Об общих принципах организации местного самоуправления в Российской Федерации».
В состав сельского поселения вошёл Климушинский сельсовет.
23 декабря 2015 года сельские поселения Климушинское, Наумовское и Терменгское были объединены в сельское поселение Нижне-Важское с центром в деревне Наумиха.
По данным переписи 2010 года население составляло 410 человек.

## География
Располагалось в северо-западной части района. Граничило:
- на севере с Архангельской областью,
- на востоке с Наумовским сельским поселением,
- на юге с Верховажским сельским поселением,
- на западе с Морозовским сельским поселением.

По территории сельского поселения проходит участок трассы М8 Сямжа — Вельск.

## Населённые пункты
В 1999 году был утверждён список населённых пунктов Вологодской области. С тех пор состав Климушинского сельсовета не изменялся.
В состав сельского поселения входили 10 деревень.
| Населённый пункт         | ОКАТО          | Рег. номер | Расстояние до районного центра, км | Расстояние до центра поселения, км | Координаты                      |
| ------------------------ | -------------- | ---------- | ---------------------------------- | ---------------------------------- | ------------------------------- |
| деревня Боровина         | 19 216 816 003 | 1387       | 6                                  | 4                                  | 60°47′09″ с. ш. 42°06′00″ в. д. |
| деревня Бумажная Фабрика | 19 216 816 002 | 1388       | 26,4                               | 5                                  | 60°47′09″ с. ш. 42°08′44″ в. д. |
| деревня Вахрушево        | 19 216 816 004 | 1389       | 8                                  | 2                                  | 60°48′09″ с. ш. 42°06′20″ в. д. |
| деревня Ивановская       | 19 216 816 005 | 1390       | 7,5                                | 2,5                                | 60°47′55″ с. ш. 42°06′20″ в. д. |
| деревня Климушино        | 19 216 816 001 | 1386       | 10                                 | —                                  | 60°48′56″ с. ш. 42°06′10″ в. д. |
| деревня Крыловская       | 19 216 816 006 | 1391       | 12,5                               | 2,5                                | 60°50′03″ с. ш. 42°06′23″ в. д. |
| деревня Леоновская       | 19 216 816 007 | 1392       | 22,5                               | 2                                  | 60°48′29″ с. ш. 42°08′05″ в. д. |
| деревня Мартыновская     | 19 216 816 008 | 1393       | 12                                 | 2                                  | 60°49′36″ с. ш. 42°06′37″ в. д. |
| деревня Петровская       | 19 216 816 009 | 1394       | 11                                 | 1                                  | 60°49′26″ с. ш. 42°06′32″ в. д. |
| деревня Самово           | 19 216 816 010 | 1395       | 7                                  | 2                                  | 60°47′45″ с. ш. 42°05′37″ в. д. |